# Oda Nobuhide
Pour les articles homonymes, voir Oda (homonymie).
Oda Nobuhide est un nom japonais traditionnel ; le nom de famille (ou le nom d'école), Oda, précède donc le prénom (ou le nom d'artiste) Nobuhide.
Oda Nobuhide (織田 信秀, 1510-21 avril 1551) est un daimyo de la province d'Owari au Japon pendant la période Sengoku. À la cour impériale, il a le titre de Danjō-no-jō (弾正允). Il est le père du célèbre Oda Nobunaga.

## Biographie
Bien qu'à la tête du clan Oda, Nobuhide n'a jamais complètement uni la province d'Owari mais a été impliqué dans des guerres ouvertes étant donné qu'il a été attaqué au Nord par Saitō Dōsan, daimyo de la province de Mino, et à l'Est par Yoshimoto Imagawa, daimyo des provinces de Mikawa, Suruga et Totomi.
Bien qu'il réussisse à repousser chacun de ses adversaires, des luttes internes constantes dans le clan Oda l'empêchent d'atteindre une victoire complète. En 1549, Oda Nobuhide fait la paix avec Saitō Dōsan en arrangeant un mariage politique entre son fils Nobunaga et la fille de Saito. Avec l'appui de Saitō Dōsan, Nobuhide se focalise sur l'affrontement avec Imagawa. Dans l'un de ses moments de gloire, il s'arrange pour prendre en otage Matsudaira Motoyasu en route vers le domaine d'Imagawa. Grâce à cela, il parvient à progresser dans la province de Mikawa. 
Nobuhide meurt soudainement en 1551, et désigne le jeune Nobunaga pour lui succéder en tant que chef du clan Oda et de son petit domaine. Nobunaga, qui connaît à peine son père et s'est déjà taillé une réputation de délinquant, arrive habillé de façon inappropriée aux funérailles de Nobuhide et jette l'encens sur l'autel du temple en maudissant son destin. Presque tout le soutien qu'il aurait pu obtenir des vassaux de son père va à son jeune frère Oda Nobuyuki, laissant Nobunaga avec Masahide Hiratte et son beau-père Saitō Dōsan qu'il n'a jamais rencontré avant. À partir de ce moment, il faudra sept longues années à Nobunaga pour consolider son pouvoir au sein du clan et finalement unir la province d'Owari.

## Source de la traduction
- (en) Cet article est partiellement ou en totalité issu de l’article de Wikipédia en anglais intitulé « Oda Nobuhide » (voir la liste des auteurs).